# 蔣經國先生紀念館
蔣經國先生紀念館，位於中華民國福建省金門縣金寧鄉，是第6－7任中華民國總統蔣經國的紀念館。現由交通部觀光局金門國家公園管理處管理。

## 歷史
紀念館建於1989年10月24日。2008年7月6日，立委陳福海、福建省政府主席薛香川、金門縣縣長李炷烽、地方官員、民選代表和蔣經國的朋友出席了紀念館的重新開放儀式。2019年6月20日至11月30日，蔣經國先生紀念館改建並整修，並於2019年底重新開放。

## 展館設施
紀念館的展區分為蔣經國生平及蔣經國在金門時期兩部分。